# Calle Marco Sancho
La calle Marco Sancho es una vía pública del barrio de Feria en el casco histórico de la ciudad española de Sevilla.

## Descripción
La vía discurre de forma irregular desde la calle Conde de Torrejón hasta Santa Rufina. Debe su nombre al maestro mayor de la ciudad, Marco Sancho, que pudo vivir en esta calle. Aparece descrita en la Noticia histórica del origen de los nombres de las calles de esta ciudad de Sevilla (1839) de Félix González de León con las siguientes palabras:

Calle de Marco Sancho. Está situada en el cuartel C. y en la parroquia de san Martin: no he averiguado quien era este Marco Sancho, de quien toma el nombre la calle que no tiene nada que observar, es medianamente ancha, y pasa desde la calle del Conde de Torrejon á la plaza de Belen, en la Alameda.
(González de León, 1839, p. 355)